# Thamnotettix mutilatus
Thamnotettix mutilatus är en insektsart som beskrevs av Samuel Hubbard Scudder 1890. Thamnotettix mutilatus ingår i släktet Thamnotettix och familjen dvärgstritar. Inga underarter finns listade i Catalogue of Life.